# PlayStation VR
Pour le projet de l'agence spatiale américaine NASA, voir Projet Morpheus.
Le PlayStation VR, anciennement connu sous le nom de code Project Morpheus, est un casque de réalité virtuelle développé par Sony Computer Entertainment. Il est conçu pour être essentiellement utilisé avec la PlayStation 4 de Sony et est souvent comparé à l'Oculus Rift destiné aux PC. Il est commercialisé en octobre 2016.
En 2018, grâce aux chiffres de ventes de son casque, Sony devient le leader du marché de la réalité virtuelle. Les ventes mondiales s'élèvent à plus de 5 millions de casques en décembre 2019.
Lors du CES de 2022, Sony a officialisé le PlayStation VR2 pour PlayStation 5. Celui-ci est sorti le 22 février 2023.

## Historique
Le PlayStation VR est annoncé en mars 2014 sous le nom Project Morpheus lors de la Game Developers Conference
En septembre 2014, Shuhei Yoshida déclarait le PlayStation VR terminé à 85 %. Lors de la Game Developers Conference en mars 2015, Sony dévoile les caractéristiques du casque et annonce une date de sortie pour le premier semestre 2016,. Lors du Tokyo Game Show de 2015, Sony annonce le nom définitif du casque, le PlayStation VR (pour Virtual Reality).
Alors que l'un des concurrents les plus connus du PlayStation VR, l’Oculus Rift, est vendu à un prix de 599 dollars, Sony a annoncé lors de la conférence GDC (tenue le 15 mars 2016) que son casque coûterait en France 399,99 €, pour une commercialisation reportée à l'international à octobre 2016.

## Caractéristiques
|                  | Casque                     | Unité de traitement |
| ---------------- | -------------------------- | ------------------- |
| Écran            | 14,7 cm (5,7 pouces)       |                     |
| Résolution       | 960 × 1080 pour chaque œil |                     |
| Rafraichissement | 120 Hz, 90 Hz              |                     |
| Champ de vision  | 100°                       |                     |
| Capteurs         | Accéléromètre et gyroscope |                     |
| Interface        | HDMI et USB                |                     |
| Largeur          | 187 mm                     | 143 mm              |
| Hauteur          | 185 mm                     | 36 mm               |
| Longueur         | 277 mm                     | 143 mm              |
| Masse            | 610 g (sans les câbles)    | 365 g               |

## Jeux compatibles
Plus de 200 jeux et expériences sont compatibles avec le casque, dont 50 disponibles dès son lancement,. Voici une liste non exhaustive de jeux compatibles avec le PlayStation VR : 
- 100ft Robot Golf
- Ace Combat 7
- Among the Sleep
- Ark: Survival Evolved
- Astro Bot Rescue Mission
- Atom Universe
- Battlezone
- Beat Saber
- Cult County
- Dreams
- DriveClub VR
- Doom VFR
- Eagle Flight
- Eve: Valkyrie
- Fantastic Contraption
- Farpoint
- Final Fantasy XIV
- Futuridium
- GNOG
- Godling
- Golem
- Gran Turismo Sport
- Harmonix Music VR
- Headmaster
- Job Simulator
- Jurassic Encounter
- Keep Talking and Nobody Explodes
- Loading Human
- Mind: Path to Talamus
- Moss
- Obduction
- Omega Agent
- Project CARS
- Psychonauts: In the Rhombus of Ruin
- Psychonauts 2
- Q.U.B.E.²
- Resident Evil 7
- Rez
- RIGS: Mechanized Combat League
- Spider-Man : Far From Home Virtual Reality
- Star Wars: Battlefront
- Street Luge
- Summer Lesson
- Superhypercube
- The Assembly
- The Castle
- The Deep
- The London Heist
- The Modern Zombie Taxi Co.
- Tekken 7
- Thief
- TrackMania Turbo
- Tumble VR
- Vanguard V
- War Thunder
- WipEout HD

## Ventes
Le 27 février 2017, la firme nippone annonce avoir vendu plus de 915 000 unités après quatre mois de commercialisation. Les prévisions de ventes de Sony projetait un chiffre similaire mais en six mois de commercialisation, tant et si bien que, face au succès du casque virtuel, la société envisage d'engendrer un effort de production afin de répondre à la demande.
En décembre 2017, Sony annonce avoir vendu 2 millions de casques pour 12,2 millions de jeux.
En août 2018, le PlayStation VR dépasse la barre des 3 millions, soit une augmentation de 50 % par rapport au semestre dernier, avec plus de 21,9 millions de ventes côté jeux vidéo. Ces chiffres permettent à Sony d'être le leader sur le marché de la réalité virtuelle.
En décembre 2019, Sony annonce avoir vendu plus de 5 millions de casques.